# João Damasceno Peçanha da Silva
João Damasceno Peçanha da Silva (Rio de Janeiro, 1839 – Rio de Janeiro, 28 de setembro de 1893) foi um médico brasileiro.
Foi eleito membro da Academia Nacional de Medicina em 1866.